# FC Mere
FC Mere was een Belgische voetbalclub uit Mere. De club was bij de KBVB aangesloten met stamnummer 4057 en had zwart en rood als kleuren. De ploeg speelde zijn thuiswedstrijden op de Sint-Bavoweg te Mere.

## Geschiedenis
De club sloot zich op 31 maart 1944 aan bij de Belgische Voetbalbond. Mere ging er spelen in de provinciale reeksen. De club bleef daar de volgende decennia spelen.
In 1999 slorpte FC Mere het nabijgelegen FC Edixvelde (opgericht in 1967 en bij de KBVB aangesloten met stamnummer 7017, accommodatie in de Ediksveldestraat 52 in de wijk Edixvelde) op.
FC Mere speelde een paar jaar in Tweede Provinciale maar degradeerde in 2008/09 terug naar Derde. In 2009 slorpte FC Mere KVC Erpe Erondegem op. Deze club uit Erpe werd ook wel KVC Erperondegem genoemd, was bij de KBVB aangesloten met stamnummer 4141 en had oranje, groen en zwart als kleuren. De club speelde in de laagste provinciale reeksen. Men had nog maar een bestuurslid en omdat het niet meer houdbaar was, werd besloten op te gaan in FC Mere. Erperondegem was al een fusieploeg ontstaan uit FC Oranja Erpe en KFC Olympia Erondegem. In 2010/11 degradeerde FC Mere nogmaals en speelt sinds 2011/12 dus in vierde provinciale. In het seizoen 2013/2014 promoveerde FC Mere, na eindrondes, terug naar derde provinciale.
Het terrein van Erpe Erondegem (aan de Gentsesteenweg te Erpe) wordt nog steeds voor de trainingen van FC Mere gebruikt, wedstrijden worden gespeeld aan de Sint-Bavoweg in Mere. De terreinen van KFC Olympia Erondegem en FC Edixvelde zijn niet langer in gebruik.

## Fusieplannen
Vanaf 2015 waren er plannen om de vier overgebleven voetbalclubs uit Erpe-Mere (SK Aaigem, KRC Bambrugge, KFC Olympic Burst en FC Mere) te laten fuseren. Er zou dan een nieuw stadion gebouwd worden op het domein Steenberg. Men hoopte tegen 2015 met deze plannen klaar te zijn. De fusie liet echter op zich wachten, omdat eerst de multifunctionele zaal op Steenberg gebouwd moet worden (bron: gemeente Erpe-Mere). De nieuwe voetbalclub zal verdergaan met het stamnummer van KRC Bambrugge dat in Eerste Provinciale speelt, de andere ploegen spelen namelijk in lagere reeksen.
In het voorjaar van 2021 werd uiteindelijk officieel bekendgemaakt dat KRC Bambrugge en FC Mere zouden samensmelten tot Erpe-Mere United, of kortweg EM United.

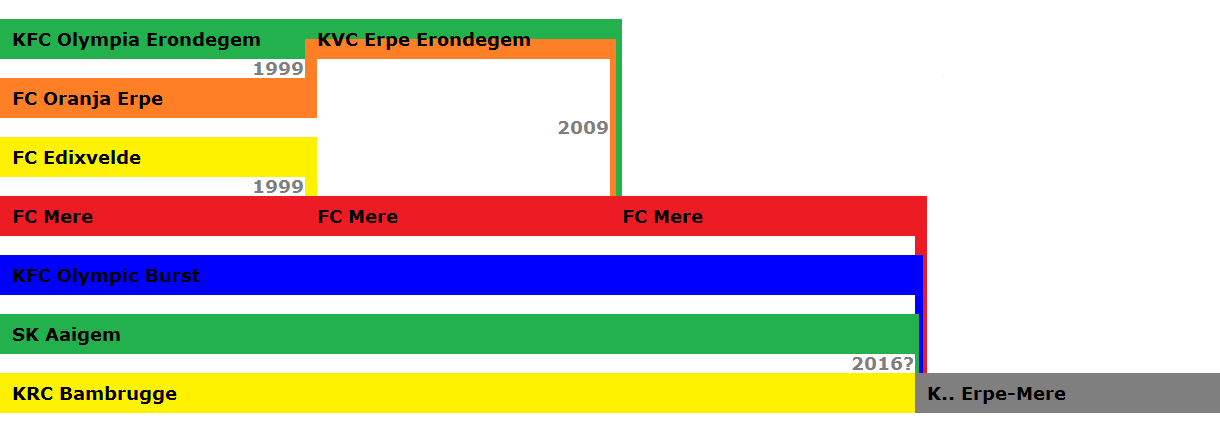
Fusieverloop

## Nieuw bewind
In januari 2013 werd er een nieuw bestuur samengesteld. Er werd meteen een nieuw beleidsplan opgesteld voor de periode 2014-2017 waarin een prominente rol is weggelegd voor de jeugdwerking. De structuren binnen de club werden hertekend; zo werd er onder andere een raad van bestuur opgericht, waarin ook jeugdbestuursleden in zetel. Het doel is om de jeugd klaar te stomen voor de doorstroming naar het eerste elftal. Het volledige beleidsplan staat de lezen op de website van FC Mere.